# جون سورتيس
جون سورتيس (بالإنجليزية: John Surtees)‏ (مواليد 11 فبراير 1934 - 10 مارس 2017)، هو سائق دراجات نارية سابق بريطاني فاز ببطولة سباق الجائزة الكبرى للدراجات النارية. نافس في سباقات بطولة العالم لفئة 500 سي سي ولفئة 350 سي سي ولفئة 250 سي سي ولفئة 50 سي سي. كما شارك في لو مان 24 ساعة وكأس جزيرة مان السياحية وبطولة العالم للسيارات الرياضية.

## البطولات
- سباق الجائزة الكبرى للدراجات النارية 1958
- سباق الجائزة الكبرى للدراجات النارية 1959
- سباق الجائزة الكبرى للدراجات النارية 1960
- سباق الجائزة الكبرى للدراجات النارية 1956

## روابط خارجية
- جون سورتيس على موقع Racing-Reference.info (الإنجليزية)
- جون سورتيس على موقع DriverDB.com (الإنجليزية)